# Pilatus SB-2
Il Pilatus SB-2 "Pelican" (citato anche "Pelikan") fu un aereo da trasporto passeggeri e merci monomotore monoplano ad ala alta sviluppato dall'azienda aeronautica svizzera Pilatus Flugzeugwerke AG nei primi anni quaranta.
Destinato al mercato dell'aviazione commerciale, e progettato con un'architettura interna che abbinava uno scompartimento passeggeri o da tre o da cinque posti più la sezione merci, fu un modello che intendeva soddisfare le particolari condizioni di operatività nazionale, con capacità STOL e puntando più sulla manovrabilità e velocità variometrica che sulla velocità massima, integrava alcune soluzioni tecniche insolite e all'avanguardia, come l'ala a freccia negativa e al carrello d'atterraggio triciclo anteriore, ma venne prodotto in un solo esemplare.
L'SB-2 fu il primo velivolo costruito dall'azienda svizzera.

## Storia del progetto
Nell'inverno 1941 la Pilatus decise di avviare lo sviluppo di un modello di aereo commerciale che avesse caratteristiche tali da poter soddisfare le esigenze di mercato interne, un velivolo in grado di sfruttare le corte piste disseminate in territorio nazionale e capace di prendere velocemente quota per meglio disimpegnarsi nelle peculiarità geografiche tipiche delle strette valli alpine che caratterizzano la Svizzera.
L'azienda ancora priva di un ufficio tecnico interno affidò il progetto all'ufficio studi del Politecnico federale di Zurigo (Eidgenössische Technische Hochschule Zürich - ETH Zürich), il quale disegnò un modello dotato di caratteristiche STOL, ovvero in grado di effettuare decolli e atterraggi in spazi ridotti, abbinando una cellula dalla massa contenuta a un'ala dalla struttura lignea, dalla particolare pianta a freccia negativa in grado di generare alti valori di portanza e che integrava il piano alare di una serie di ipersostentatori sia sul bordo d'attacco (slat) e su quello d'uscita (flap).
Tra la fase preliminare e la costruzione del prototipo, quest'ultimo realizzato negli stabilimenti Pilatus di Stans, passarono circa due anni e il velivolo, ottenuta l'immatricolazione HB-AEP dalle autorità svizzere, venne portato in volo per la prima volta il 30 maggio 1944 dal pilota collaudatore e pilota di linea Swissair Ernst Nyffenegger.
L'azienda intendeva introdurre il modello sul mercato commerciale e, benché adatto principalmente al trasporto passeggeri, poteva comunque essere modificato per soddisfare altre esigenze quali il trasporto di merci, studio del territorio tramite fotogrammetria, studi geodetici e come aereo agricolo.

## Tecnica

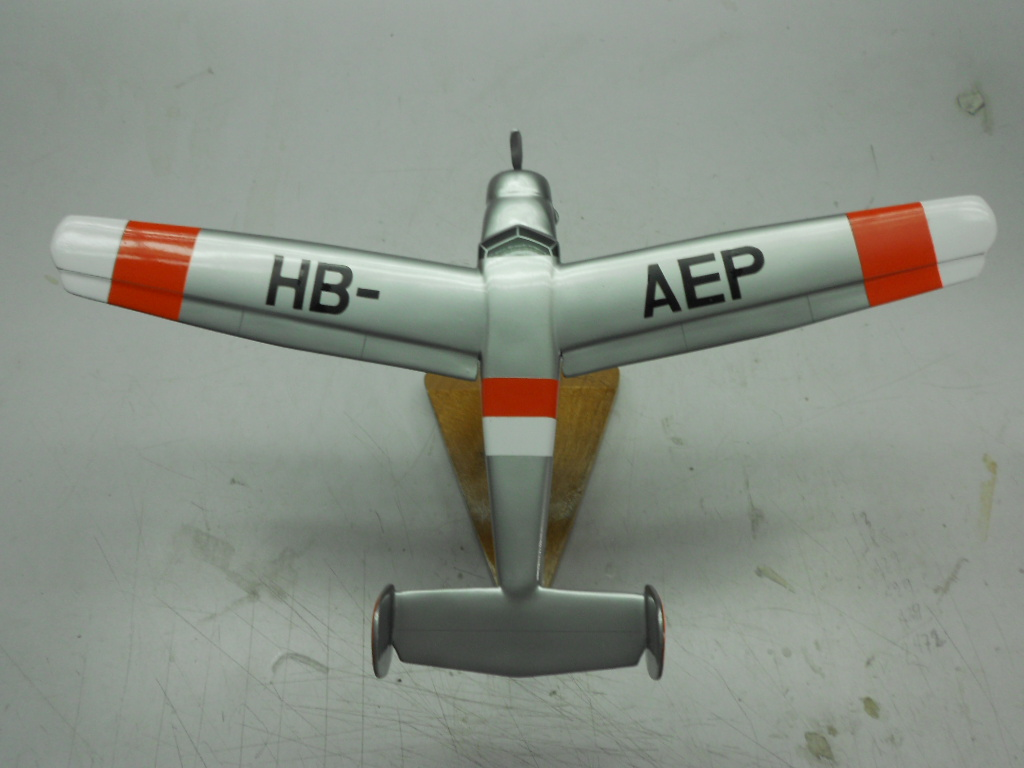
La particolare pianta a freccia negativa dell'ala dell'SB-2 evidenziata da un modello in scala.

Il Pilatus SB-2 era un velivolo realizzato in tecnica mista che abbinava alcune soluzioni tecniche all'avanguardia ad una struttura, per l'epoca, convenzionale: monomotore in configurazione traente, monoplano.
La fusoliera, a sezione rettangolare leggermente rastremata verso coda, integrava la cabina di pilotaggio "a scalino" a due posti affiancati per uno o due membri dell'equipaggio e lo scompartimento passeggeri per quattro/cinque posti a sedere più sezione per i bagagli. Posteriormente terminava in un impennaggio bideriva, dove l'unico elemento orizzontale dotato di equilibratore raccordava i due elementi verticali posti alle sue estremità.
La velatura era di tipo monoplana dall'insolita pianta a freccia negativa, realizzata con struttura interamente lignea e irrobustita da una coppia di aste di controvento, collocata alta sulla fusoliera in corrispondenza della cabina di pilotaggio. Il piano alare, in grado di generare alti valori di portanza, integrava una serie di ipersostentatori sia sul bordo d'attacco (slat) e su quello d'uscita (flap).
Il carrello d'atterraggio era di tipo triciclo anteriore fisso, con le gambe di forza dei due elementi principali, dotate di elementi ammortizzanti, collegate direttamente ai longheroni dell'ala, integrati anteriormente da un terzo elemento, anch'esso ammortizzato, posizionato sotto la cofanatura del motore.
La propulsione era affidata ad un motore Pratt & Whitney Wasp Junior, un radiale 9 cilindri a singola stella raffreddato ad aria in grado di erogare una potenza pari a 450 hp (336 kW), collocato nel naso del velivolo racchiuso da una cappottatura NACA e azionante un'elica Hamilton Standard bipala a passo variabile.

## Impiego operativo
Dopo il primo periodo di prove in volo, l'SB-2 venne utilizzato per un servizio sperimentale che collegava Täsch a Zermatt, località nel Canton Vallese situate nella Mattertal, stretta valle che non permetteva il trasporto su gomma tra le due cittadine. Le prestazioni offerte convinsero la Alpar, compagnia aerea con sede a Berna che operava dal vicino aeroporto, ad acquistare il velivolo.
Il velivolo rimase comunque in servizio solamente per un breve periodo, fino a quando il 13 giugno 1948 rimase coinvolto in un incidente, cappottandosi dopo aver colpito un dislivello in fase di atterraggio. I danni riportati alla struttura vennero ritenuti tali da non giustificarne la riparazione e l'SB-2 venne radiato dal servizio.

### Riviste
- (FR) Pilatus Pelican (JPG), in Les ailes suisses. URL consultato il 19 marzo 2016.